# Автошлях Т 0101
Автошля́х Т 0101 — автомобільний шлях територіального значення в Автономній Республіці Крим. Пролягає територією Сімферопольського району. Фактично є об'їздом північно-західними околицями Сімферополя від E105 до Т 0106. Загальна довжина — 7,3 км.

## Маршрут
Автошлях проходить через такі населені пункти:
| Автошлях Т 0101                 |                    |
| Автономна Республіка Крим       |                    |
| Сімферопольський район          |                    |
|                                 | перетин із E105М18 |
| Мирне                           | Н05                |
| Сімферополь (Залізничний район) |                    |
| Дубки                           | Т 0106             |